# 후각 상실
후각상실(嗅覺 喪失, anosmia, smell blindness, 후각상실증, 후각없음증, 무후각증)은 하나 이상의 냄새를 감별하지 못하는 능력 상실이다. 후각상실은 일시적이거나 영구적일 수 있다. 일부 또는 모든 냄새의 감별 능력이 감소된 신체발육저하(신체발육부전)과는 구별한다.
후각상실은 콧구멍의 염증, 비강 차단, 측두엽 파괴 등 수많은 요인에 기인할 수 있다.

## 병인 목록
- 상기도감염 (예: 부비동염, 감기)[5]
- 코로나바이러스감염증-19[6][7]
- 비용종[8]
- 갑상샘저하증
- 벌집뼈 외상[9]
- 전두엽 신생물
- 항생물질
- 섬유근육통
- 다발성 경화증
- 황화 수소(H
2S)에 노출[10]
- 저혈당증
- 당뇨병
- 천식 또는 알레르기
- 알레르기 비염
- 만성 폐쇄성 폐질환 (COPD)
- 장기간 알코올 의존증
- 쿠싱 증후군
- 코 안에 타오르는 화학물질 노출
- 뇌졸중
- 뇌전증
- 머리, 목의 방사선 치료
- 신장병
- 파킨슨병[11]
- 알츠하이머병[12]
- 독성 (특히 아크릴산염, 메타크릴산염[13], 카드뮴[14][15])
- 노년[16]
- 칼만 증후군
- 카드뮴 중독
- 조현병[17]
- 레프숨병
- 유육종증[18]
- 뇌동맥류[19]
- 다발성 맥관염 동반 육아종
- 원발성 아메바성 수막뇌염
- 중증 근무력증[20]
- 사교상[21]

## 같이 보기
- 무미각증